# Ополе-Западный
Ополе-Западный (пол. Opole Zachodnie) — пассажирская и грузовая железнодорожная станция в городе Ополе, в Опольском воеводстве Польши. Имеет 2 платформы и 2 пути.
Станция была построена в 1843 году. Она обслуживает пассажирские и товарные переезды на двух железнодорожных линиях: 
- Ополе — Ныса,
- Бытом — Ополе — Бжег — Вроцлав.